# Igrzyska Śródziemnomorskie 1963
4. Igrzyska Śródziemnomorskie – czwarta edycja igrzysk śródziemnomorskich odbyła się w Neapolu na południu Włoch między 21, a 29 września 1963 roku. W zawodach wzięło udział 1057 sportowców z 13 krajów. W igrzyskach startowali tylko mężczyźni.

## Tabela medalowa
| Lp | Kraj       | Złoto | Srebro | Brąz | Suma |
| -- | ---------- | ----- | ------ | ---- | ---- |
| 1  | Włochy     | 32    | 21     | 16   | 69   |
| 2  | Turcja     | 10    | 3      | 4    | 17   |
| 3  | Francja    | 8     | 14     | 8    | 30   |
| 4  | Jugosławia | 6     | 8      | 8    | 22   |
| 5  | Egipt      | 5     | 13     | 9    | 27   |
| 6  | Hiszpania  | 4     | 4      | 12   | 20   |
| 7  | Syria      | 0     | 1      | 3    | 4    |
| 8  | Tunezja    | 0     | 1      | 1    | 2    |
| 9  | Maroko     | 0     | 0      | 7    | 7    |
| 10 | Grecja     | 0     | 0      | 5    | 5    |
| 11 | Liban      | 0     | 0      | 1    | 1    |
| 11 | Monako     | 0     | 0      | 1    | 1    |
|    | Suma:      | 65    | 65     | 75   | 205  |

## Dyscypliny
- Boks  (szczegóły)
- Gimnastyka sportowa  (szczegóły)
- Kolarstwo torowe   Kolarstwo szosowe  (szczegóły)
- Lekkoatletyka  (szczegóły)
- Pływanie  (szczegóły)
- Szermierka  (szczegóły)
- Wioślarstwo  (szczegóły)
- Zapasy  (szczegóły)